# العلاقات الجامايكية الماليزية
العلاقات الجامايكية الماليزية هي العلاقات الثنائية التي تجمع بين جامايكا وماليزيا.

## مقارنة بين البلدين
هذه مقارنة عامة ومرجعية للدولتين:
| وجه المقارنة                                              | جامايكا       | ماليزيا       |
| --------------------------------------------------------- | ------------- | ------------- |
| المساحة (كم2)                                             | 10.99 ألف     | 330.29 ألف    |
| عدد السكان (نسمة)                                         | 2.95 مليون    | 31.62 مليون   |
| الكثافة السكانية (ن./كم²)                                 | 268.43        | 95.73         |
| العاصمة                                                   | كينغستون      | كوالالمبور    |
| اللغة الرسمية                                             | لغة إنجليزية  | لغة ماليزية   |
| العملة                                                    | دولار جامايكي | رينغيت ماليزي |
| الناتج المحلي الإجمالي (بليون دولار)                      | 14.77 مليار   | 314.50 مليار  |
| الناتج المحلي الإجمالي (تعادل القوة الشرائية) بليون دولار | 24.79 مليار   | 817.43 مليار  |
| الناتج المحلي الإجمالي الاسمي للفرد دولار أمريكي          | 5.23 ألف      | 9.77 ألف      |
| الناتج المحلي الإجمالي للفرد دولار أمريكي                 | 8.88 ألف      | 25.64 ألف     |
| مؤشر التنمية البشرية                                      | 0.719         | 0.779         |
| رمز المكالمات الدولي                                      | +1876         | +60           |
| رمز الإنترنت                                              | .jm           | .my           |
| المنطقة الزمنية                                           | 00            | ت ع م+08:00   |

## منظمات دولية مشتركة
يشترك البلدان في عضوية مجموعة من المنظمات الدولية، منها:
| علم المنظمة | اسم المنظمة                               | تاريخ انضمام جامايكا | تاريخ انضمام ماليزيا |
| ----------- | ----------------------------------------- | -------------------- | -------------------- |
|             | يونسكو                                    | 7 نوفمبر 1962        | 16 يونيو 1958        |
|             | وكالة ضمان الاستثمار متعدد الأطراف        | 12 أبريل 1988        | 6 ديسمبر 1991        |
|             | الأمم المتحدة                             | 18 سبتمبر 1962       | 17 سبتمبر 1957       |
|             | دول الكومنولث                             | ?                    | ?                    |
|             | الاتحاد البريدي العالمي                   | ?                    | ?                    |
|             | البنك الدولي للإنشاء والتعمير             | 21 فبراير 1963       | 7 مارس 1958          |
|             | المنظمة الهيدروغرافية الدولية             | ?                    | ?                    |
|             | الاتحاد الدولي للاتصالات                  | 18 فبراير 1963       | 3 فبراير 1958        |
|             | منظمة حظر الأسلحة الكيميائية              | ?                    | ?                    |
|             | مؤسسة التمويل الدولية                     | 31 مارس 1964         | 20 مارس 1958         |
|             | المركز الدولي لتسوية المنازعات الاستشارية | 14 أكتوبر 1966       | 14 أكتوبر 1966       |
|             | منظمة التجارة العالمية                    | ?                    | ?                    |
|             | منظمة الشرطة الجنائية الدولية             | ?                    | ?                    |

## وصلات خارجية
- موقع وزارة الخارجية الجامايكية
- موقع وزارة الخارجية الماليزية